# Thập niên 1070
Thập niên 1070 là thập niên diễn ra từ năm 1070 đến 1079.